# Stephen Gill (politologue)
Pour les articles homonymes, voir Stephen Gill.
Stephen Gill (né en 1950 au Royaume-Uni) est un politiste canado-britannique. 
Il est professeur de science politique à l'Université York à Toronto, Ontario, Canada. Il est considéré comme l'un des principaux universitaires dans le courant de pensée néo-Gramscien fondé sur les idées d'Antonio Gramsci et s'inscrivant dans une approche matérialiste historique.

### Ouvrages
- The Global Political Economy: Perspectives, Problems and Policies avec David Law. Brighton: Harvester Wheatsheaf & Baltimore: Johns Hopkins University Press, 1988.  (ISBN 0801837642).
- Atlantic Relations: Beyond the Reagan Era. Brighton. Harvester Wheatsheaf & New York, St. Martin’s, 1989.  (ISBN 0312032684).
- American Hegemony and the Trilateral Commission. Cambridge. Cambridge University Press, 1991.  (ISBN 052142433X).
- Gramsci, Historical Materialism and International Relations. Cambridge. Cambridge University Press, 1993.  (ISBN 0521435234).
- International Political Economy: Understanding Global Disorder avec Robert W. Cox, Björn Hettne, James Rosenau, Yoshikazu Sakamoto & Kees van der Pijl. Londres: Zed Press, Halifax NS: Fernwood Press; Dhaka: University Press, 1995.  (ISBN 189568658X).
- Innovation and Transformation in International Studies avec James H. Mittelman. Cambridge: Cambridge University Press, 1997.  (ISBN 0521599032).
- Globalization, Democratization and Multilateralism. Tokyo. United Nations University Press & Londres. Macmillan, 1997.  (ISBN 0312172834).
- Power and Resistance in the New World Order. Londres et New York: Macmillan-Palgrave, 2003.  (ISBN 1403903905).
- Power, Production and Social Reproduction: Human In/security in the Global Political Economy avec Isabella Bakker. Londres et New York: Macmillan-Palgrave, 2003.  (ISBN 1403917930).
- Power and Resistance in the New World Order. 2° édition. Londres et New York: Macmillan-Palgrave, 2008.  (ISBN 0230203701).
- Global Crises and the Crisis of Global Leadership. Cambridge. Cambridge University Press, 2011.  (ISBN 9781107674967).

### Articles
- «Global Hegemony and the Structural Power of Capital» avec David Law. International Studies Quarterly, vol. 33, pp.475-99, 1989.
- «La Nouvelle Constitution Libérale». Alternatives Economiques - L'Economie Politique, no.2, avril 1999. (Lien)
- «Le Choc des Mondialisations et l'Avenir des Mouvements Progressistes».Alternatives Economiques - L'Economie Politique, no.25, janvier 2005. (Lien)